# Hans Georg Dahlgrün
Hans Georg Dahlgrün (* 21. Dezember 1901 in Salzwedel; † 6. Juli 1974 in Speyer) war ein deutscher Jurist, Verwaltungsbeamter und Politiker.

## Leben und Beruf
Nach dem Abitur studierte Dahlgrün Rechtswissenschaften an den Universitäten in Kiel, Leipzig und München. Er bestand 1927 das Zweite Juristische Staatsexamen, promovierte zum Dr. jur. und trat anschließend als Beamter in die Finanzverwaltung ein. Von 1936 bis 1945 war er beim Reichsfinanzministerium tätig. Als solcher bekleidete er zunächst als Oberregierungsrat, ab 1942 dann als Ministerialrat eine Funktion in der Finanzabteilung beim Reichsstatthalter Westmark/Chef der Zivilverwaltung Lothringen.
Nach dem Zweiten Weltkrieg wirkte Dahlgrün von Juli bis Oktober 1945 als Leiter der Abteilung Finanzen und Forsten beim Oberregierungspräsidenten Hermann Heimerich in Neustadt an der Weinstraße. Aufgrund seiner Tätigkeit vor 1945 musste er von diesem Amt zurücktreten. Im Anschluss wechselte er ins Ministerium für Finanzen und Wiederaufbau des Landes Rheinland-Pfalz. 1948 erhielt er die Ernennung zum Ministerialdirigenten. Von 1952 bis 1958 war er Präsident des Rechnungshofs Rheinland-Pfalz. Gleichzeitig wurde er von 1954 bis 1957 mit der Wahrnehmung der Geschäfte des Staatssekretärs im Bundesministerium für wirtschaftliche Zusammenarbeit beauftragt. Von 1959 bis 1969 fungierte er als Präsident der Landeszentralbank Rheinland-Pfalz.
Hans Georg Dahlgrün war der ältere Bruder des Politikers und Bundesfinanzministers Rolf Dahlgrün.

## Politik
Dahlgrün hatte keiner Partei angehört. Nach dem Rücktritt von Wilhelm Nowack übernahm er am 11. November 1958 die Leitung des Ministeriums für Finanzen und Wiederaufbau in der von Ministerpräsident Peter Altmeier geführten Regierung des Landes Rheinland-Pfalz. Am 19. Mai 1959 wurde er in dieser Funktion von Fritz Glahn abgelöst.

## Ehrungen
- 1967: Großes Verdienstkreuz mit Stern und Schulterband der Bundesrepublik Deutschland
- Honorarprofessor an der Deutschen Hochschule für Verwaltungswissenschaften Speyer